# カランディア検問所
カランディア検問所（ヘブライ語: מחסום קלנדיה、アラビア語: حاجز قلنديا）は、イスラエルによる軍事的検問所である。パレスチナのヨルダン川西岸地区、カランディア村の近く、ラマッラーの南にある。2000年の第二次インティファーダの後にイスラエル軍により建てられた、主要な分離壁である。これはエルサレムと西岸地区中北部を分離し、分離壁内のパレスチナ人の動きをコントロールしており、また西岸側からの数少ない入り口のひとつである。
イスラエルは、検査に従う東エルサレム住民とイスラエル入国許可証を持っているパレスチナ人以外のこの検問所の通過を禁じている。この検問所は、複数の人権団体により、西岸地区にあるイスラエルの100の常設検問所の中でも、最も屈辱的かつ混雑した検問所のひとつであるとみなされている。カランディア検問所は、ヨルダン川西岸地区中北部から、エルサレムとイスラエルに労働をしに、あるいは移動や礼拝目的のパレスチナ人が最も数多く通る所であり、長い行列をつくって何時間も待ち続ける。

## ギャラリー

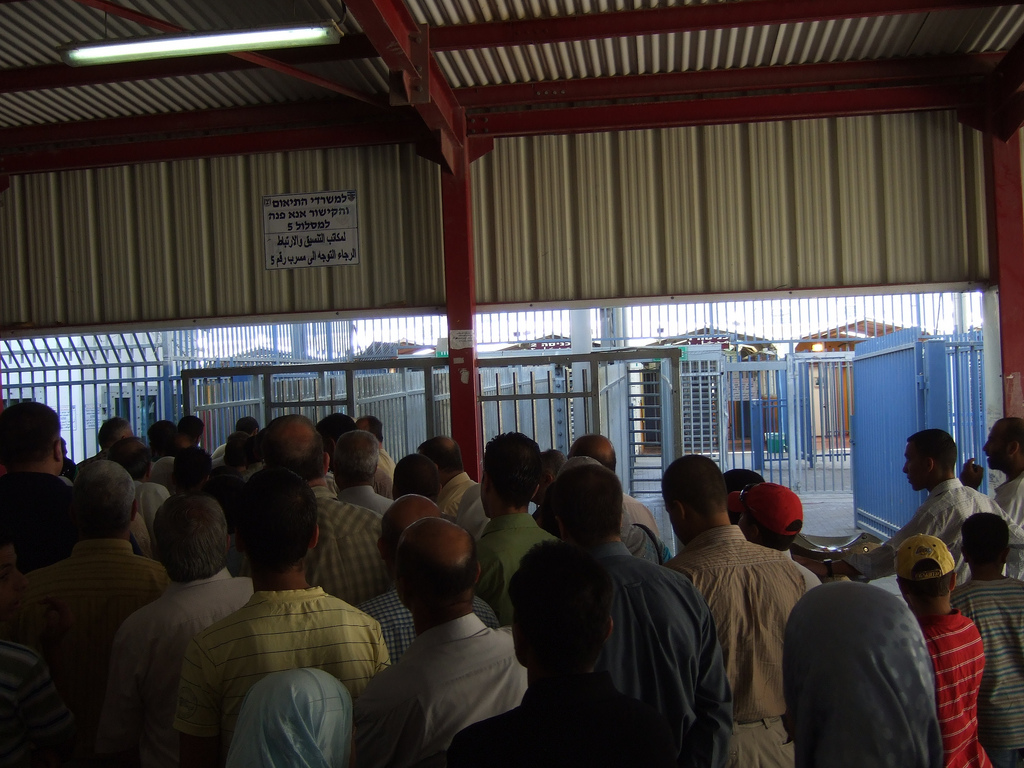
ぎゅうぎゅう詰めで待つパレスチナ人
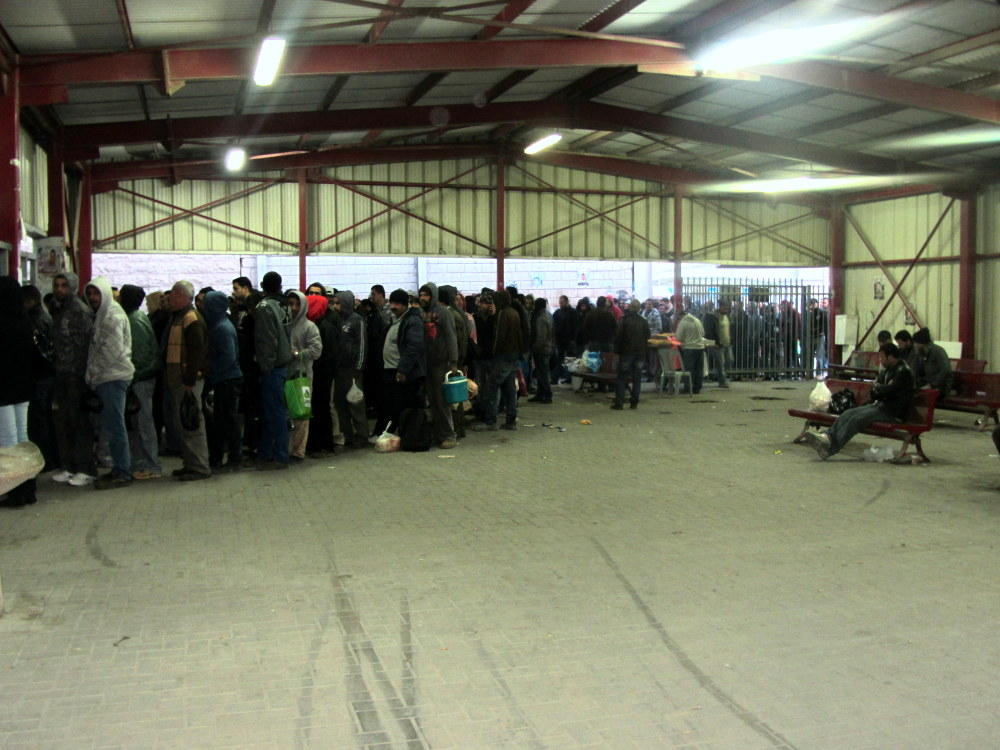
ぎゅうぎゅう詰めで待つパレスチナ人
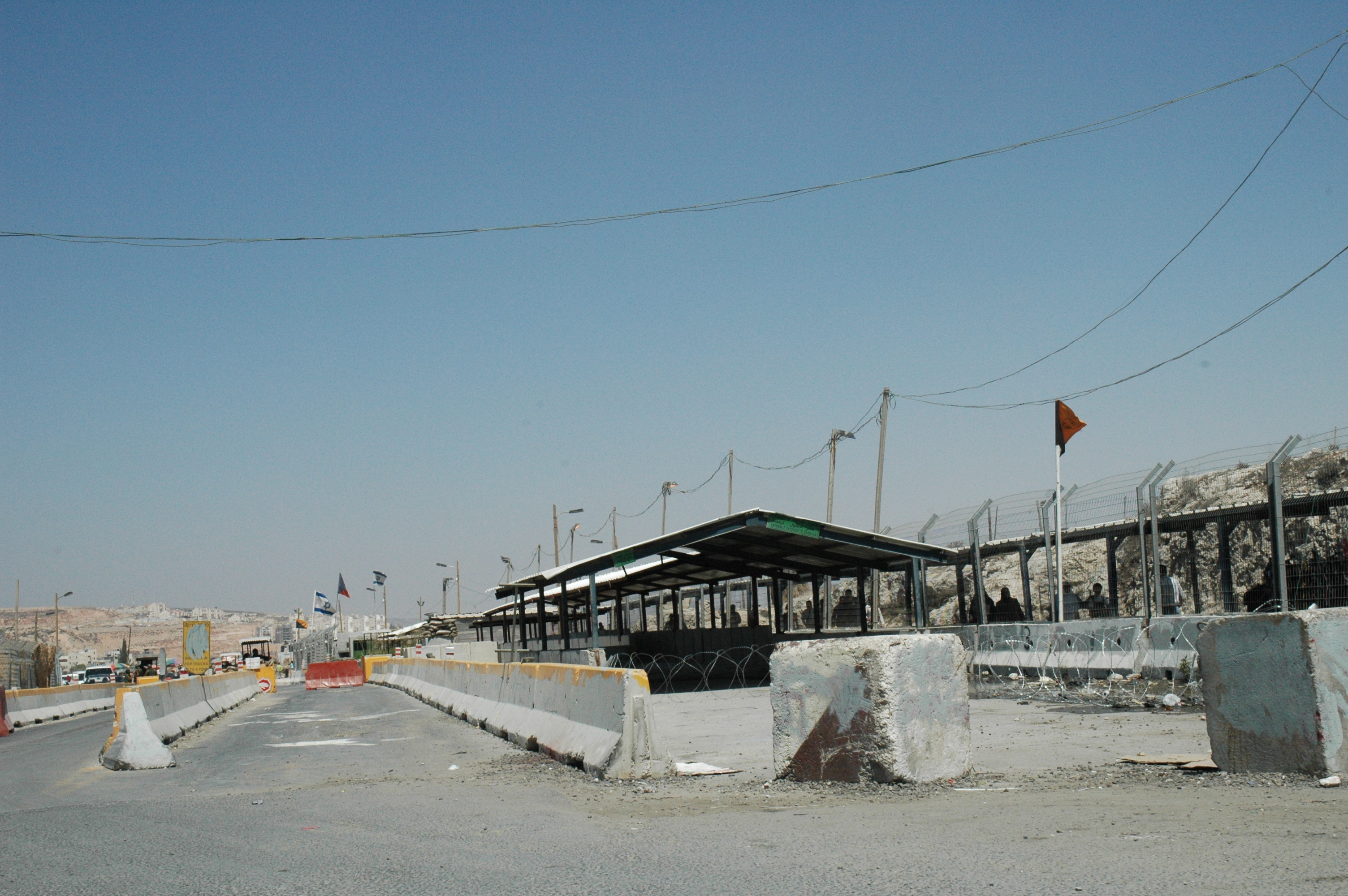
検問所を取り巻く有刺鉄線